# Затоплення траулера «Дальний Восток»
Затоплення траулера «Дальний Восток» — морська катастрофа, під час якої в Охотському морі біля берегів Камчатки затонув російський великий морозильний траулер «Дальний Восток». Трагедія сталася в ніч на 2 квітня 2015 року (1 квітня о 21 годині 12 хвилин за київським часом). Внаслідок неї за попередніми даними загинуло 62 членів екіпажу.

## Судно
Великий автономний морозильний кормовий траулер «Дальний Восток» був збудований 1989 року на Чорноморському суднобудівному заводі в Миколаєві (проект 1288, тип «Пулковський меридіан», будівельний № 581. Закладено на стапелі: 25.01.1989, спущено на воду: 11.03.1989 під назвою «Стенде», завершено: 28.11.1989). Всього на Миколаївському заводі було збудовано 113 суден цього типу.
Технічні дані судна:
- Довжина (найбільша) — 104,50 м
- Ширина — 16,03 м
- Осадка — 5,90 м
- Тоннаж — 4.407 бруто-тон
- Дедвейт — 1.810 тон
- Вантажопідйомність трюму — 1.364 тон рибної продукції
- Швидкість — до 16,1 вузл.
- Реєстраційний номер — IMO: 8730429 / MMSI: 273378520
- Позивний — UAOA
- Тип судна — рибопереробна база (англ. Fish Factory, Factory Trawler)
- Льодовий клас — L2 (судно здатне самостійно працювати в розріджених льодах)

Траулер за свою історію кілька раз змінював власників і операторів.
Після спуску на воду 1989 року судно «Стенде» було передано Управлінню «Заприба» Міністерства рибного господарства СРСР, порт приписки — місто Рига. Оператор — державна ризька база тралового й рефрижераторного флоту МРГ СРСР. 1992 року, після розпаду СРСР, траулер було перейменовано на «Stende». Наприкінці 1990-х років власником й оператором судна стала приватна компанія Rigas Zvejnieciba (Латвія); потім траулер було передано до Baltic Marine Fishing Company (Латвія).
Всього за пострадянський час судно змінило п'ять власників.
2014 року траулер було придбано ТОВ «Магеллан» (Южно-Сахалінськ, Росія) й перейменовано на «Дальний Восток». Новим портом приписки став Невельськ (острів Сахалін).

## Екіпаж
| Громадянство | К-сть. |
| ------------ | ------ |
| Росія        | 78     |
| М'янма       | 42     |
| Вануату      | 5      |
| Україна      | 4      |
| Латвія       | 3      |

За штатним розкладом судно повинно було мати 96 осіб екіпажу та 94 спальні койко-місця. Насправді на час аварії на борту працювали 132 особи. Більшість членів екіпажу — 78 осіб — громадяни Росії, решта (54 особи) —громадяни М'янми (42), України (1 за підтвердженою інформацією, громадянство ще трьох осіб перевіряється), Латвії (3), Вануату (5).
Капітана «Далекого Сходу», 48-річного Олександра Прітоцького вважали одним з найкращих капітанів на Далекому Сході й рекордсменом з вилову. Російська телекомпанія LifeNews навела слова неназванного джерела з ТОВ «Магеллан»: «…Але одна з проблем у нашій справі — капітани в азарті прагнуть і намагаються ризикувати».

### Нелегали
Президент Далекосхідної асоціації морських капітанів Петро Осічанський заявив російському телебаченню, що коли траулер останній раз заходив в російський порт в січні 2015 року, він мав на борту менше 70 членів екіпажу. Додаткові члени екіпажу, швидше за все, були взяті на борт у Пусані (Південна Корея), і працювали нелегально.

## Порушення правил безпеки
- Виконувач обов'язків голови Сахалінської області Сергій Брильов повідомив в російській телепрограмі «Вести», що на судні були серйозні порушення правил безпеки:

| Це порушення правил безпеки мореплавання, коли в нижніх танках, де має бути паливо або баласт води для остійності судна, був мінімальний запас палива - 57, при нормі 250 тонн. Не була закачана <баластна> вода, що призвело до втрати остійності, вона стала негативною. | Він також відкинув версії про можливість зіткнення траулера з підводним човном або крижиною.
| Охотське море - це внутрішнє море, там не може бути підводних човнів і там постійно працюють рибалки. Тому такі зіткнення відбувалися б досить часто. «Далекий Схід» - це судно підвищеного льодового класу. Будь-які зіткнення з дрейфуючим льодом могли призвести до деформації, якихось тріщин, але не до таких катастрофічних наслідків, які відбулися з ним після того, як воно перекинулося.[10][11] |
- Неназваний учасник рятувальної операції в районі події повідомив, що траулер перекинувся при затягуванні сіток з уловом при недостатньому завантаженні баласту.

| Судно йшло з критично малим запасом палива, до нього вже прямував бункеровщик. В порушення всіх інструкцій екіпаж почав вилов, ще не заповнивши порожні міждонні паливні танки забортною водою для стійкості. Коли затягнули перший заповнений рибою трал, траулер дав крен на борт близько 30°. Незважаючи на небезпечний нахил, команда продовжила вибірку другого трала. Центр ваги судна зсунувся, і воно перекинулося на борт. Морська вода заповнила внутрішні приміщення, і "Далекий Схід" затонув менш ніж за 15 хвилин[12]. |
- Оскільки майже половину фактичної команди складали позаштатні нелегали з країн Азії, кількість рятувальних засобів на них не була розрахована[13].

## Катастрофа
Судно залишило порт Владивосток 3 січня 2015 і на час аварії вело промисел риби в акваторії Охотського моря біля берегів Камчатки за 150 миль на південь від Магадану, з координатами 56,49°N 150,41°E.
Аварія сталася під час підняття 80-тонного тралу з минтаєм. За свідченням члена команди моториста Юрія Фомина, коли почався сильний крен моряки самі вирішили взяти рятувальні жилети й готуватися до евакуації. Командування судна таку команду не дало. «Судно кренилося 40 хвилин, а під воду пішло миттєво — як шматок заліза. Значна частина команди в цей момент перебувала на палубі. Мабуть, тому люди й змогли врятуватися».
Судно перекинулося догори днищем («оверкіль») і пішло на дно, за свідченнями, за 15 хвилин. Екіпаж судна не встиг передати сигнал SOS. Команді вдалося скористатися чотирма надувними рятівними плотами — при тому, що всього на кораблі таких плотів передбачено вісім.

## Потерпілі та жертви
За станом на 15:00 2 квітня (за київським часом) з води було піднято тіла 54 загиблих. Ще 15 осіб зникли безвісти. На їх пошуки спрямовано 30 рибальських суден. Всього було задіяно майже 800 осіб.
Всього повідомлялося про 56 загиблих, серед яких капітан та старший помічник.
При огляді тіл загиблих в морзі Південно-Сахалінська в одному з контейнерів було виявлено два тіла. Тому кількість загиблих збільшилася до 57 осіб. Зниклими безвісти стали вважати 12 осіб.
10 квітня влада Сахалінської області визнали загиблими п'ять моряків затонулого траулера «Далекий Схід», які вважалися зниклими безвісти. Таким чином, кількість загиблих збільшилася до 62 осіб, кількість зниклих безвісти зменшилася до 7 осіб.
Стан потерпілихУсі 63 врятованих рибалки отримали переохолодження організму, оскільки на час аварії температура води була близько 0 градусів. Десять постраждалих перебували в непритомному стані, один — у важкому стані.
Найбільш постраждалих відправили вертольотом Мі-8 до Магадану (аварія сталася за 330 км на захід від селища Крутогоровське Камчатського краю й за 250 км на південь від Магадана).
Українці на судніУ списку, оприлюдненому Міністерством надзвичайних ситуацій Росії, повідомлялося про чотирьох громадян України. Міністерство закордонних справ України підтвердило українське громадянство однієї людини та повідомило, що громадянство ще трьох осіб уточнюється. Речник МЗС України Євген Перебийніс повідомив, що троє осіб були ймовірно з Криму та мали російські паспорти.
Згодом було опубліковано список осіб, що перебували на кораблі. Серед них 4 українців:
- Горобець Юрій (матрос 1 кл.),
- Струпарик Максим (матрос 2 кл.),
- Панко Анатолій (матрос 1 кл.),
- Полніков Сергій (Машиніст РМУ).
- капітан судна Олександр Притоцький, українець, родом із Львівської області, Стрийського району, села Малі Дідушичі (мав російське громадянство)

«Гаряча лінія»МНС РФ відкрило «гарячу лінію» для рідних та близьких екіпажу. За номером 8-800-775-17-17 можна отримати довідку й допомогу психологів. Сахалінське відділення МНС РФ також відкрило свою «гарячу лінію» за телефоном 8-4242-72-99-99.

## Версії причин аварії
- Сахалінський слідчий відділ на транспорті Далекосхідного слідчого управління на транспорті СК РФ порушив кримінальну справу за статтею про порушення правил безпеки руху та експлуатації морського транспорту, що спричинило з необережності смерть двох або більше осіб. Далекосхідна транспортна прокуратура розпочала перевірку виконання законодавства про безпеку мореплавства. Слідчий Комітет просуває версію причини аварії — зіткнення з дрейфуючою крижиною.[5].

- Президент Далекосхідної асоціації капітанів Петро Осічанський припустив, що «траулер міг зачепитися за пропливаючий під ним підводний човен»[19].

- Російський експерт — головний редактор інтернет-сайту «Морський бюлетень», інженер-суднобудівник Михайло Войтенко відкинув версію про зіткнення судна з крижиною як неприйнятну:

| Причина аварії очевидна — це перекидання судна. Загибель судна була миттєвою, судно не подало сигнал SOS, а це можливо тільки в разі перекидання... Це могло бути викликано якимись внутрішніми причинами технічного порядку: щось перекачували в машині, порушили баластування судна і тим самим його остійність. Спусковим гачком, швидше за все, стала вибірка трала, на яку зараз все й валять. Але сама по собі вибірка трала, навіть якщо він там був якимось нестандартним, дуже важким, наприклад, через великий улов, не могла завалити судно таких розмірів цього типу. Це судно радянської споруди водотоннажністю 5.720 тонн, воно проектувалося, як і будь океанічне риболовецьке судно, для роботи в екстремальних умовах. І завалити його вибіркою трала просто нереально. Порушення остійності судна сталося через якісь дії команди, наприклад, у машинному відділенні. Щось там робили, можливо, перекачували пальне з одного танка в інший, можливо, баластову воду, це й порушило остійність. Тобто остійність вже була нульовою, а тут ще вибірка трала, і судно перекинулося — миттєво, різко, раптово. Взагалі, судна цього типу надійні, основна аварійність у них — не перекидання, а пожежі. Ну і звичайно, я повністю виключаю версію, яку зараз щосили чомусь просуває Слідчий комітет, — зіткнення з крижиною[20]. |
- Колишній капітан траулера «Влучник» (Владивосток, IMO: 7435931) Григорій Кравцов:

| Ми з товаришем цілий вечір це обговорювали. Прийшли висновку, що таке може статися тільки в разі розбалансування судна. Я, звичайно, не знаю, як таке могло статися, бо остійність завжди контролює капітан, їй займається зазвичай другий його помічник і судноводій. Тут же, швидше за все, танки не були наповнені водою, а на палубі лежав вантаж, тому судно в шторм так легко кувирнулось... Якщо капітанові все одно, що буде з ним і його командою, то таке може бути... Це - типова недбалість[21]. |

## Аналогічні випадки
- 26 січня 2013 року в Японському морі в 50 км на схід від прибрежного селища Светлая перекинулось «вгору кілем» і затонуло теж за 15 хвилин російське краболовне судно «Шанс-101», яке належало ЗАТ «РК Восток-1». Із 30 членів екіпажу вдалося врятувати 15. Врятований капітан судна Володимир Павлов помер на шляху в порт. Внутрішнє розслідування аварії дійшло висновку, що «винний був капітан, який здійснив небезпечний маневр».
 Морська адміністрація порту Пластун, звідки «Шанс-101» вийшов у рейс 25 грудня, підтвердила, що на борту краболова «все конвенційне та рятувальне обладнання мало діючі сертифікати відповідності та перевірки». Половину екіпажу судна становили індонезійські нелегали, які працювали на судні на правах напів-рабів[22].

- Траулер «Аметист», що належав російському Федеральному державному унітарному підприємству «КамчатНИРО», безслідно зник у лютому 2011 року з 23 членами екіпажу в Охотському морі біля берегів Камчатки. Через півроку за допомогою глибоводного апарату його було знайдено на дні протоки Шелихова, на глибині 245 метрів, за 11 кілометрів від точки останнього позиціонування. Огляд решток судна показав, що воно також перекинулося й затонуло догори кілем («оверкіль»). Як визнали російські експерти «…втрата остійності „Аметіста“ могла статися в умовах жорстокого зимового шторму з аварійним запасом палива, без витратних паливно-мастильних матеріалів та рідинного баласту в днищевих цистернах»[23].